# Hornelen
Hornelen (af hornel = en éthornet hjort) er en 860 meter høj klippe, der ligger på øen Bremangerlandet i Bremanger kommune i Vestland fylke i Norge. Det er den højeste bjergklint i Europa, og har længe været brugt som sømærke for forbipasserende skibe. Fra Berleneset er der omtrent 4 timers vandretid til toppen, hvor stenhytten Olavsbu tilbyder de vandrende læ og hvile. Terrænet er ikke ufarligt. En skjult revne forårsagede en faldulykke i 2018, hvorved en kvinde omkom.
Hornelen består af sandsten fra devontiden, dvs. konglomerat af gammel havbund med forstenede aflejringer af sand og små og store sten. Lignende rester efter afsætningerne i devontiden findes i Norge også ved Fensfjorden, Solund, Kvamhesten og Håsteinen. Tilsammen udgør disse geologiske felter Vestlandets devonfelter, der er en vigtig del af Norges geologi.

## Sagn
Mange sagn er knyttet til Hornelen, der omtales som en samlingsplads for hekse både sankthans- og juleaften. På den fremadludende top skal der være en revne. Ifølge sagnet fik søfolk forbud mod at bruge skibsfløjten ved passering, fordi vibrationer fra lyden angiveligt kunne føre til, at toppen brækkede af, faldt ned og skabte en flodbølge.
Ifølge Snorre besteg Olav Tryggvason Hornelen, som i norrøn tid blev kaldt Smalsarhorn, dvs. "hornet på [øen] Smøls" (som har været Bremangerlandets daværende navn). Angiveligt fæstede kongen sit skjold øverste i bjergvæggen. Da en af hans hirdmænd prøvede at klatre op for at hente skjoldet ned, gik han sig fast. Da skal Olav Trygvasson have klatret op, taget manden under sin ene arm og fået ham trygt ned. Øverst oppe knejser Juratinden , skabt som en jygr (= troldkone) med sit barn under armen. Sagnet fortæller, at dette er den jygr, Olav den Hellige manede til sten, en gang han kom sejlende så hårdt ind i bjerget, at han kløvede en stor stenblok derfra. Denne tumlede ned og blev liggende som den nuværende Marøya (dvs. Marøen). En anden variant af sagnet hævder, at Marøyna en gang var landfast med Bremanger, men at Hellig-Olav bød bjerget at dele sig, så han kunne sejle lige ud. Dermed blev Marøyna udskilt som en egen ø. Et lignende sagn om bjerget, der deler sig for Hellig-Olav, findes i Korssund i Fjaler.

## I digtning
I 1651 skreiv Jens Lauridsen Wolff i sit værk Norrigia Illustrata: "Sidst udi Bergenhus Stift hos den Havn Horn, staar der en meget forfærdelig høi Klippe, Horninde kaldet, som en Spitz op i Væyrit, som Ingen kand komme op paa, og det sjunis, at Skyerne bryde derpaa, og som Ingen kand vide samme Klippes Høide, saa er og Vandet his Klippen usannsynligt dybt, og her hos denne Klippe endis Bergens Stift." Digterpræsten Claus Frimann og hans bror Peter Harboe Frimann digtede hyldningsdigte til Hornelen.
Jakob Sande fra Fjaler er måske den, der har beskrevet Hornelen bedst. To af versene lyder:
Djævlesort, vild som en troldkatedral,
sønderslidt, hærget og grå.
Havet mumler med suk og skval,
hyler ad Satan en kold koral,
når nordvesten bryder på.
Her sankes fra nord og fra øst og vest,
troldpak og sejdemænd.
Her holdes den hellige julefest,
hvor Judas er klokker og Satan præst,
mens nordlyset blafrer og brænder.

## Moderne tid
I nyere tid anses bjergets østside ikke for at være besteget igen før i 1897 af Kristian Bing fra Bergen. Bing opdagede også det enorme helleristningsfelt Vingenfeltet på modsat side af fjorden, som i dag ivaretages af Bergen Museum, hvorfra arrangeres guidede ture.